# Livio Lorenzon
Livio Lorenzon (* 6. Mai 1923 in Triest; † 23. Dezember 1971 in Latisana) war ein italienischer Schauspieler.

## Leben
Lorenzon arbeitete nach dem Zweiten Weltkrieg zunächst bei der Wiederaufforstung des Carso, dann als Trainer bei den Alliierten, die ihren Sitz in Triest hatten.
Durch seine Arbeit für Radio Triest, bei dem er eine der bekanntesten Stimmen wurde, erhielt er eine Filmrolle in Ombre di Trieste, in dem er unter dem Namen Elio Ardan firmierte. Der kahlköpfige Lorenzon wurde, nach seinem Umzug nach Rom, daraufhin als rauer Bösewicht, schurkischer Baron und harter Gangsterboss und unangenehmer Zeitgenosse in einer stattlichen Anzahl von Kostüm-, Sandalenfilmen und Italowestern besetzt – in 15 Jahren drehte er über 70 Filme. Selten konnte er in Autorenfilmen, wie als „Buchhalter Stucchi“ in Dino Risis Der Witwer oder als schroffer, aber humaner Sergeant in Mario Monicellis Man nannte es den großen Krieg zeigen, wozu er schauspielerisch in der Lage war.
Lorenzon, der immer stark dem Alkohol zugesprochen hatte, starb nach einer Behandlung wegen Leberzirrhose in einem Krankenhaus. Er war der Bruder des Schauspielers Gianni Solaro.

## Filmografie (Auswahl)
- 1954: Torpedomänner greifen an (Siluri umani)
- 1955: Robin Hood, der schwarze Kavalier (Il principe della maschera rossa)
- 1958: Aphrodite – Göttin der Liebe (Afrodite, la dea dell'amore)
- 1958: Die Folterknechte von Rocco Nera (L'arciere nero)
- 1958: Rebell ohne Gnade (Capitan Fuoco)
- 1958: Siegfried – Die Sage der Nibelungen (Sigfrido)
- 1959: Die Gefangene der Sarazenen (I reali di Francia)
- 1959: Herkules, der Schrecken der Hunnen (Il terrore dei barbari)
- 1959: Man nannte es den großen Krieg (La grande guerra)
- 1959: Terror in Oklahoma (Il terrore dell'Oklahoma)
- 1959: Tina räumt auf (La sceriffa)
- 1959: Die Vergeltung des roten Korsaren (Il figlio del Corsaro rosso)
- 1959: Der Witwer (Il vedovo)
- 1960: Die Abenteuer der Totenkopf-Piraten (Il terrore dei mari)
- 1960: Aufstand der Söldner (La rivolta dei mercenari)
- 1960: Das Geheimnis der roten Maske (Il terrore della maschera rossa)
- 1960: Küste der Piraten (I pirati della costa)
- 1960: Der Mönch und die Gefangene (I masnadieri)
- 1960: Rache der Barbaren (La furia dei barbari)
- 1960: Die Rache des roten Ritters (Il cavaliere dai cento volti)
- 1960: Venus der Piraten (La Venere dei pirati)
- 1960: Rasputin, der Dämon von Petersburg (L'ultimo zar)
- 1961: Herkules, der Held von Karthago (La vendetta di Ursus)
- 1961: Der schwarze Brigant (Il segreto dello sparviero nero)
- 1961: Tödliche Rache (Una spada nell'ombra)
- 1961: Der unbesiegbare Gladiator (Il gladiatore invincibile)
- 1962: Pontius Pilatus – der Statthalter des Grauens (Ponzio Pilato)
- 1962: Sieben Gladiatoren (I sette gladiatori)
- 1962: Tharus, Sohn des Attila (Tharus, figlio di Attila)
- 1962: Zorros Heimkehr und Rache (Zorro alla corte di Spagna)
- 1963: Die Revolte der Sieben (Gli invincibili sette)
- 1963: Der Stärkste unter der Sonne (Maciste l'eroe più grande del mondo)
- 1964: Blutgericht (La rivolta dei sette)
- 1964: Herkules – Rächer von Rom (Ercole contro Roma)
- 1964: Herkules gegen die Tyrannen von Babylon (Ercole contro i tiranni di Babilonia)
- 1964: Das letzte Gewehr (Jim il primo)
- 1964: Die Rache des Spartacus (Il gladiatore che sfidò l'impero)
- 1964: Die 6 Unbesiegbaren (La vendetta dei gladiatori)
- 1964: Der Sohn von Cäsar und Cleopatra (Il figlio di Cleopatra)
- 1964: Die Stunde der harten Männer (Ercole, Sansone, Maciste e Ursus gli invincibili)
- 1964: Verrückter Sommer (Frenesia dell’estate)
- 1965: Colorado Charlie
- 1965: Stirb aufrecht, Gringo! (La colt è la mia legge)
- 1966: Django, der Rächer (Texas addio)
- 1966: Nebraska-Jim (Ringo del Nebraska)
- 1966: Vajas con Dios, Gringo
- 1966: Zwei glorreiche Halunken (Il buono, il brutto, il cattivo)
- 1967: Blaue Bohnen für ein Halleluja (Little Rita nel Far West)
- 1967: Buccaroo – Galgenvögel zwitschern nicht (Buckaroo)
- 1967: Django – Kreuze im blutigen Sand (Cjamango)
- 1967: Zwei Trottel gegen Django (Due Rrringos nel Texas)
- 1968: Crisantemi per un branco di carogne
- 1968: Eine Kugel für den Bastard (Una forca per un bastardo)
- 1968: Pilluks nimmt Maß (Giurò… e li uccise ad uno ad uno (Piluk il timido))
- 1968: Vier für ein Ave Maria (I quattro dell'Ave Maria)
- 1969: Django – Gott vergib seinem Colt (Dio perdoni la mia pistola)